# Nạn đói Bengal năm 1943
Nạn đói Bengal năm 1943 xuất hiện ở bang Bengal chưa bị chia cắt (ngày nay là nước Bangladesh độc lập và bang Tây Bengal thuộc Ấn Độ) năm 1943. Người ta ước tính rằng hơn 5 triệu người đã chết vì đói và vì suy dinh dưỡng và các bệnh liên quan trong quá trình xảy ra nạn đói.
Nhà hóa sinh Australia, tiến sĩ Gideon Polya, đã gọi nạn đói Bengal là "nạn diệt chủng do con người tạo ra" vì chính những chính sách của chính quyền thực dân Anh lúc bấy giờ là nguyên nhân trực tiếp gây ra nạn đói này. Bengal có một vụ thu hoạch lương thực dồi dào năm 1942 nhưng người Anh lại giành lấy phần lớn lương thực để chuyển sang Anh, gây nên tình trạng thiếu lương thực trầm trọng trong các khu vực mà ngày nay gồm Tây Bengal, Odisha, Bihar và Bangladesh.
Trong 120 năm dưới ách cai trị của thực dân Anh, Ấn Độ trải qua 31 trận đói nghiêm trọng (trong khi 2.000 năm trước khi bị Anh cai trị, Ấn Độ chỉ xảy ra 17 nạn đói). Thống kê cho thấy các nạn đói do chính sách của người Anh gây ra đã làm chết ít nhất 29 triệu người Ấn Độ.

## Nguyên nhân dẫn đến nạn đói Bengal 1943
Vương quốc Liên hiệp Anh và Bắc Ireland đã bị thất bại nặng nề trong cuộc chiến với quân đội Nhật Bản tại Singapore năm 1942, quân Nhật lúc đó đang tiến hành xâm lược Miến Điện thuộc Anh trong năm đó. Miến Điện đã là nước xuất khẩu gạo lớn nhất thế giới trong giai đoạn giữa cuộc chiến. Người Anh trước đó đã nhận được một sản lượng gạo đáng kể từ những người tiểu nông Miến Điện, do độc canh trên vùng đồng bằng châu thổ Irrawady và Arakan . Đến năm 1940 15% lượng gạo của Ấn Độ đến từ Miến Điện, trong khi ở Bengal thì tỷ lệ này cao hơn do vị trí của Bengal kề bên Miến Điện .
Tuy nhiên, dường như là điều không thể xảy ra là lượng gạo nhập khẩu có thể vượt mức hơn 20% nhu cầu tiêu thụ của Bengal, và điều này không thôi thì không đủ giải thích nguyên nhân nạn đói dù nó đảm bảo rằng có ít lượng gạo dự trữ hơn để phải dùng đến. Giới chức Anh sợ rằng một cuộc xâm lược Ấn Độ thuộc Anh tiếp theo của Nhật Bản có thể thực hiện bằng cách thích hợp thông qua lối Bengal (xem British Raj), và các biện pháp khẩn cấp đã được áp dụng để tích trữ lương thực cho lính Anh và ngăn ngừa quân Nhật tiếp cận được với nguồn cung lương thực này bởi quân Nhật trong trường hợp quân Nhật xâm lược Bengal.
Một chính sách "vườn không nhà trống" đã được thi hành ở vùng Chittagong, gần với biên giới Miến Điện nhất, còn số lượng gạo lớn được xuất qua Trung Đông để nuôi quân Anh và xuất đi Ceylon, nơi trước chiến tranh đã phụ thuộc nặng vào gạo Miến Điện, và là nơi đại bản doanh của Bộ chỉ huy Đông Nam Á. 
Ngày 16 tháng 10 năm 1942 cả vùng bờ biển phía Đông của Bengal và Orissa bị một cơn lốc xoáy hoành hành. Một khu vực trồng lúa rộng lớn đến 40 dặm trở vào trong đất liền bị ngập lụt, gây ra mất mùa vụ lúa Thu ở khu vực. Điều này có nghĩa rằng nông dân phải ăn số lúa dư đi và ăn cả hạt giống để dành cho vụ Đông năm 1942-3 trước thời gian mùa nóng bắt đầu vào tháng 5 năm 1943..
Điều này bị làm trầm trọng hơn bới sự xuất khẩu lương thực và sự chiếm đoạt đất trồng làm của riêng. Tuy nhiên, Amartya Sen đã cho thấy một cách thuyết phục là đã không có một sự thiết hụt toàn diện về gạo ở Bengal năm 1943: lúa gạo có sẵn thực tế còn hơn cao hơn năm 1941, thời điểm không có nạn đói nào .
Một phần do điều này nên tác động tới phản ứng chậm chạp của chính quyền xử lý tai họa này vì lúc đó không có mất mùa nghiêm trọn và do đó nạn đói đã không được tiên liệu. Nguyên nhân sâu xa theo Sen, nằm ở chỗ những tin đồn về sự thiếu hụt gây ra sự tích trữ và lạm phát giá gạo nhanh do nhu cầu của chiến tranh khiến cho việc tích trữ gạo vào kho là một cách đầu tư béo bở (giá trước đó đã tăng gấp đôi so với năm trước).
Trong khi những người nông dân có đất thực sự canh tác lúa, cùng với những người làm trong các ngành công nghiệp liên quan tới quốc phòng ở các khu vực đô thị và cảng được tăng lương, điều này dẫn đến một chuyển biến tai hại trong "trao đổi quyền" của các nhóm như những người lao động không có đất đai, những người làm ngư dân, thợ cắt tóc, những người trồng ngô và các nhóm khác đã chịu nhận lương có giá trị thực giảm đi 2/3 kể từ năm 1940. Đơn giản là Bengal có đủ gạo và các loại ngũ cốc khác để tự nuôi sống chính mình nhưng hàng triệu người đột nhiên quá nghèo nên không thế mua được.

## Hậu quả
Bà Madhusree Mukerjee kể về nạn đói Bengal: Bố mẹ bỏ xác con chết đói xuống giếng và sông, nhiều người lao mình vào tàu hỏa tự tử. Người ta phải đi xin nước cơm để cầm hơi, trẻ con thì ăn lá cây và cỏ. Mọi người còn không có đủ sức lực để hỏa thiêu người thân qua đời. Không ai còn sức để thực hiện các nghi lễ cho người chết nữa. Chó nhà và chó hoang tha hồ cắn xé đống xác người trong những ngôi làng ở Bengal. Năm 1943, hàng đàn người đói tràn vào Calcutta, phần lớn chết trên đường phố. Trong khi đó, binh sĩ Anh vẫn ăn uống no đủ trong các câu lạc bộ trên đất Ấn Độ, không ai quan tâm đến việc cứu trợ dân địa phương.
Tháng 7/1943, Toàn quyền Anh tại Ấn Độ, ông Linlithgow đã đề nghị Nội các Chiến tranh của Anh cho nhập khẩu 500.000 tấn lúa mỳ để cứu đói. Tuy nhiên, trong cuộc họp ngày 4/8, Nội các Chiến tranh lại ra lệnh tích trữ lúa mỳ để nuôi người dân châu Âu sau khi đã đánh bại Đức quốc xã. Số lượng lương thực và nguyên liệu thô mà Anh tích trữ dành cho nền kinh tế thời hậu chiến đạt 18,5 triệu tấn, đường và các loại hạt nhiều đến mức phải phủ bạt để ngoài trời.
Tháng 10/1943, khi nạn đói ở Ấn Độ đang ở đỉnh điểm, trong bữa tiệc nhậm chức của Toàn quyền Wavell người Anh vẫn phát biểu: "Nạn đói đã qua… Giai đoạn này trong lịch sử Ấn Độ sẽ chắc chắn trở thành Kỷ nguyên vàng sau này, là giai đoạn mà người Anh đã cho họ hòa bình, trật tự, công lý cho người nghèo và mọi người đều được bảo vệ khỏi các nguy hiểm bên ngoài". Khi Toàn quyền Anh ở Ấn Độ là ông Archibald Wavell cầu xin khẩn cấp mở kho lương thực cho dân Ấn Độ, nước Anh chỉ đáp lại bằng một bức điện hỏi: "Thế tại sao Gandhi chưa chết?". Gandhi là thủ lĩnh phong trào kháng chiến chống thực dân Anh ở Ấn Độ.
Về sau, Nội các Chiến tranh Anh cuối cùng cũng ra lệnh gửi 80.000 tấn lúa mỳ và 130.000 tấn lúa mạch cho Ấn Độ vào tháng 11/1943. Nạn đói kết thúc tháng 12/1943.